# Баранув (Казімерський повіт)
Баранув (пол. Baranów) — село в Польщі, у гміні Скальбмеж Казімерського повіту Свентокшиського воєводства.
Населення — 288 осіб (2011).
У 1975-1998 роках село належало до Келецького воєводства.

## Демографія
Демографічна структура на день 31 березня 2011 року:
|          | Загалом | Допрацездатний вік | Працездатний вік | Постпрацездатний вік |
| -------- | ------- | ------------------ | ---------------- | -------------------- |
| Чоловіки | 157     | 46                 | 96               | 15                   |
| Жінки    | 131     | 28                 | 72               | 31                   |
| Разом    | 288     | 74                 | 168              | 46                   |